# Birdy (Peter Gabriel)
Birdy is het zesde muziekalbum van Peter Gabriel als soloartiest. Het betekende zijn eerste (album met) filmmuziek als ook de eerste samenwerking met muziekproducent Daniel Lanois. Regisseur Alan Parker van Birdy had het oeuvre van Gabriel al doorlopen en een keus gemaakt uit diens werk; eenmaal in de studio vond dat Gabriel dat er nieuwe muziek geschreven moest worden, aldus Gabriel in de toelichting bij het album. In de creditsrubriek staat een aantal musici met wie Gabriel al niet meer werkte. Het album is instrumentaal al is hier en daar een zangstem te horen. Opnamen en bewerkingen vonden plaats in de Real World Studios bij Gabriel thuis. 

## Musici
- Peter Gabriel - stem, toetsinstrumenten
- Jon Hassell – trompet
- Ekome Dance Company – percussie
- Larry Fast - toetsinstrumenten
- Tony Levin – basgitaar, contrabas, achtergrondstem
- Jerry Marotta – drumstel, percussie
- David Rhodes - gitaar, achtergrondstem
- Manny Elias - drumstel
- Morris Pert - percussie
- John Giblin – basgitaar, contrabas

## Muziek
| Nr. | Titel                                                             | Duur |
| --- | ----------------------------------------------------------------- | ---- |
| 1.  | At night                                                          | 2:38 |
| 2.  | Floating dogs                                                     | 2:55 |
| 3.  | Quiet and alone                                                   | 2:30 |
| 4.  | Close up (ontleend aan Family snapshot)                           | 0:55 |
| 5.  | Slow water                                                        | 2:51 |
| 6.  | Dressing the wound                                                | 4:06 |
| 7.  | Birdy’s flight (ontleend aan Not one of us)                       | 2:58 |
| 8.  | Slow marimbas                                                     | 3;21 |
| 9.  | The heat (ontleend aan Rhythm of the heat)                        | 4:41 |
| 10. | Sketch pad with trumpet and voice                                 | 3:05 |
| 11. | Under lock and key (ontleend aan Wallflower)                      | 2:28 |
| 12. | Powerhouse at the foot of the mounatin (ontleend aan San Jacinto) | 2:19 |